# Fredriksholm

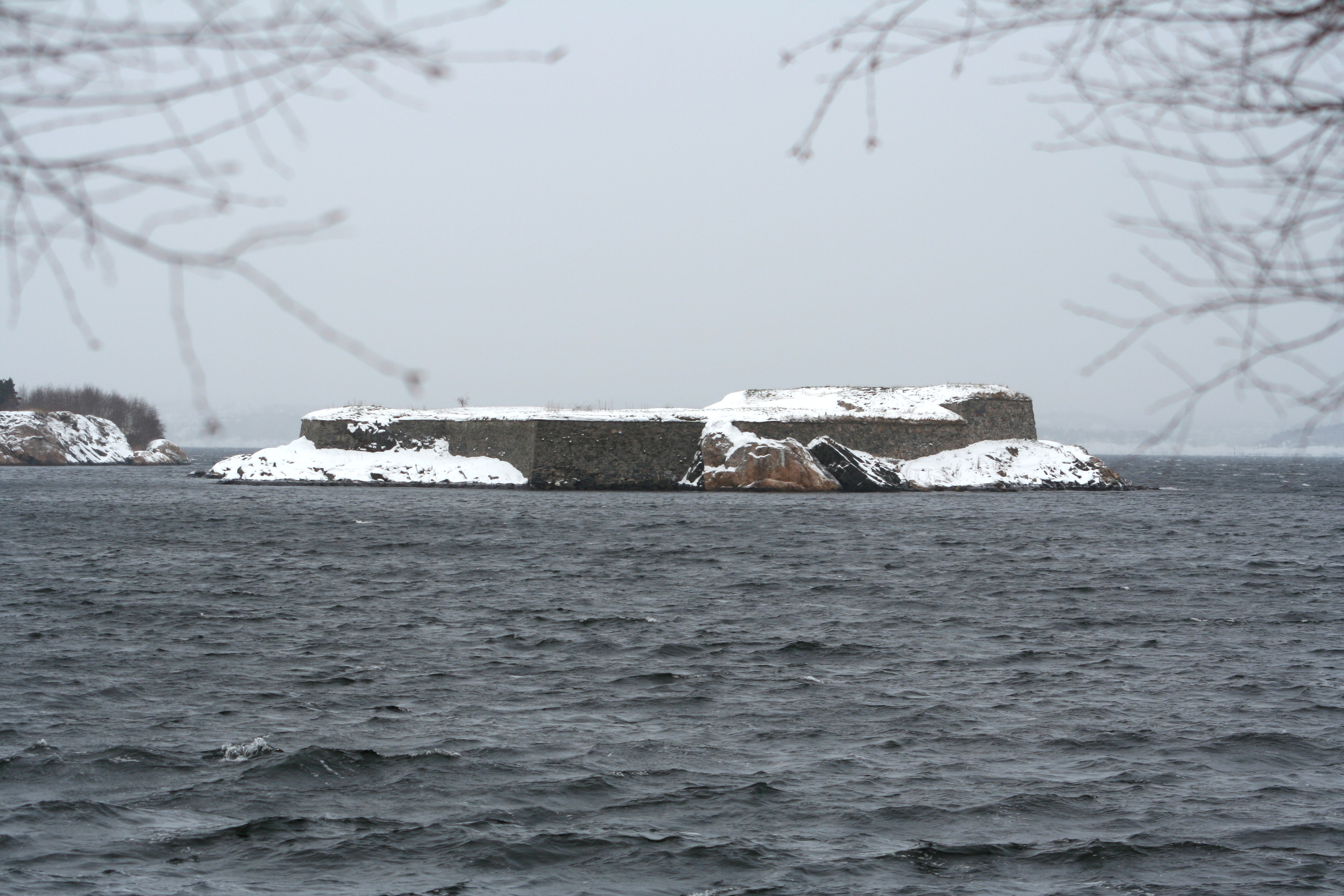
Zimowy widok na mury Fredriksholmu

Fredriksholm – fort na wyspie Flekkerøy stanowiący część fortyfikacji portu Kristiansand.
Zbudowany w latach 1656–1662 za radą Jørgena Bjelke na wysepce Flekkerøy, położonej na zachodnim podejściu do portu Kristiansand i przez to uważany za istotne umocnienie, chroniące drogę morską na północ, wzdłuż norweskich wybrzeży. W 1804 fort został opuszczony; w 1807 roku twierdza została wysadzona w powietrze przez brytyjski desant z HMS „Spencer” podczas wojen napoleońskich.